# José Gomes (Bischof)
José Gomes (* 25. März 1921 in Erechim, Santa Catarina, Brasilien; † 19. September 2002 in Chapecó) war ein brasilianischer Geistlicher und römisch-katholischer Bischof von Chapecó.

## Leben
José Gomes empfing am 21. Dezember 1947 das Sakrament der Priesterweihe.
Am 18. März 1961 ernannte ihn Papst Johannes XXIII. zum ersten Bischof von Bagé. Der Bischof von Passo Fundo, João Cláudio Colling, spendete ihm am 25. Juni desselben Jahres die Bischofsweihe; Mitkonsekratoren waren der Bischof von Pelotas, Antônio Zattera, und der Prälat von Uruguaiana, Luiz Felipe de Nadal.
Am 16. Juli 1968 bestellte ihn Papst Paul VI. zum Bischof von Chapecó. Papst Johannes Paul II. nahm am 28. Oktober 1998 das von José Gomes aus Altersgründen vorgebrachte Rücktrittsgesuch an. 
José Gomes nahm an der ersten, zweiten und vierten Sitzungsperiode des Zweiten Vatikanischen Konzils teil.